# Horsens Fjord
Horsens Fjord är en vik i Danmark. Den ligger i den centrala delen av landet vid staden Horsens.